# Scytalopus androstictus
Scytalopus androstictus — вид горобцеподібних птахів родини галітових (Rhinocryptidae). Описаний у 2010 році.

## Поширення
Вид поширений у східних Андах на південь від річки Самора на півдні Еквадору та в Андах крайньої півночі Перу, на північ від річки Мараньйон, на східному фланзі долини Уанкабамба. Населяє зарості максимальної лінії рослинності на висотах від 3000 до 3650 м.

## Опис
Дрібний птах, завдовжки 10,5 см. Самці важать від 13,9 до 17,9 г, а самки від 13,4 до 16 г. Самці темно-сірі зверху і сірого кольору на більшій частині нижньої сторони. Боки й підхвістя від коричневого до темно-коричневого кольору з темнішими смугами. Більшість самців також мають білі первинні криючі пера, які виглядають як пляма, коли крило складене. Самиця коричнева зверху і від блідо-сірого на більшій частині нижньої сторони. Як і у самця, має коричневі боки та підхвістя.